# Morte da Virgem (Caravaggio)
A Morte da Virgem é uma pintura a óleo realizada entre 1604 e 1606 (ou 1602) pelo pintor italiano Michelangelo Merisi da Caravaggio. A obra está preservada no Museu do Louvre, em Paris.

## História
A Morte da Virgem é o menor quadro de altar pintado por Caravaggio. A obra foi encomendada por Laerzio Alberti Cherubini, advogado do papa, para sua capela na igreja das Carmelitas de Santa Maria della Scala em Trastevere, Roma. Estima-se que a pintura foi concluída entre 1604 e 1606. O clero, ao alegar tratar-se de uma obra imprópria e ofensiva para igreja católica, totalmente desprovida de santidade, recusou a pintura.
Segundo sugerem algumas fontes, esta rejeição da obra deveu-se ao facto de Caravaggio ter retratado uma cortesã como modelo para a Virgem, enquanto outros alegam que se deveu ao fato de Caravaggio ter pintado a Madona inchada e com as pernas descobertas. Outros afirmam ainda que o pintor havia composto a Virgem, usando como modelo o cadáver inchado de uma mulher que morrera afogada. Não obstante, a maioria considera que o desagrado do clero com o quadro deveu-se, sobretudo, ao facto de o corpo da Virgem ter sido retratado com indecorosidade. A Virgem Maria está morta e é retratada com simplicidade enquanto os apóstolos se entristecem com a cena. Maria Madalena chora com o rosto escondido entre as mãos, e tem-se a impressão de que os braços da virgem estão na posição perfeita para abraçar Maria. Instalado o escândalo, após a rejeição da obra para a paróquia, esta foi substituída por outra pintura sobre o mesmo tema realizado por Carlo Saraceni. Por conseguinte, e por recomendação de Pedro Pablo Rubens, que considerou esta como uma das melhores obras de Caravaggio, a pintura foi adquirida pelo duque de Mântua que, posteriormente, teve que atender o pedido de vários pintores de Roma que desejavam conhecer e estudar a tela, antes de sua ida para Mântua, tamanha era a fama que a obra adquirira.
Após pertencer à Família Gonzaga, a Morte da Virgem foi adquirida por Carlos I de Inglaterra, e depois de ser vendida em leilão, ficou na posse do banqueiro Everhard Jabach, e após a aquisição em 1671 foi trespassada a Luís XIV de França para a Coleção Real Francesa, que após a Revolução, tornou-se propriedade do estado.